# Casa consistorial de Durban
La casa consistorial de Durban es una casa consistorial histórica ubicado en Durban en KwaZulu-Natal, Sudáfrica.

## Historia
Fue diseñado por el arquitecto Stanley G. Hudson y construido entre 1906 y 1910.

## Descripción
De estilo neobarroco eduardiano, es casi una réplica exacta del Ayuntamiento de Belfast, en Irlanda del Norte. Las fachadas están decoradas con estatuas alegóricas que representan las artes, la música, la literatura, el comercio y la industria.

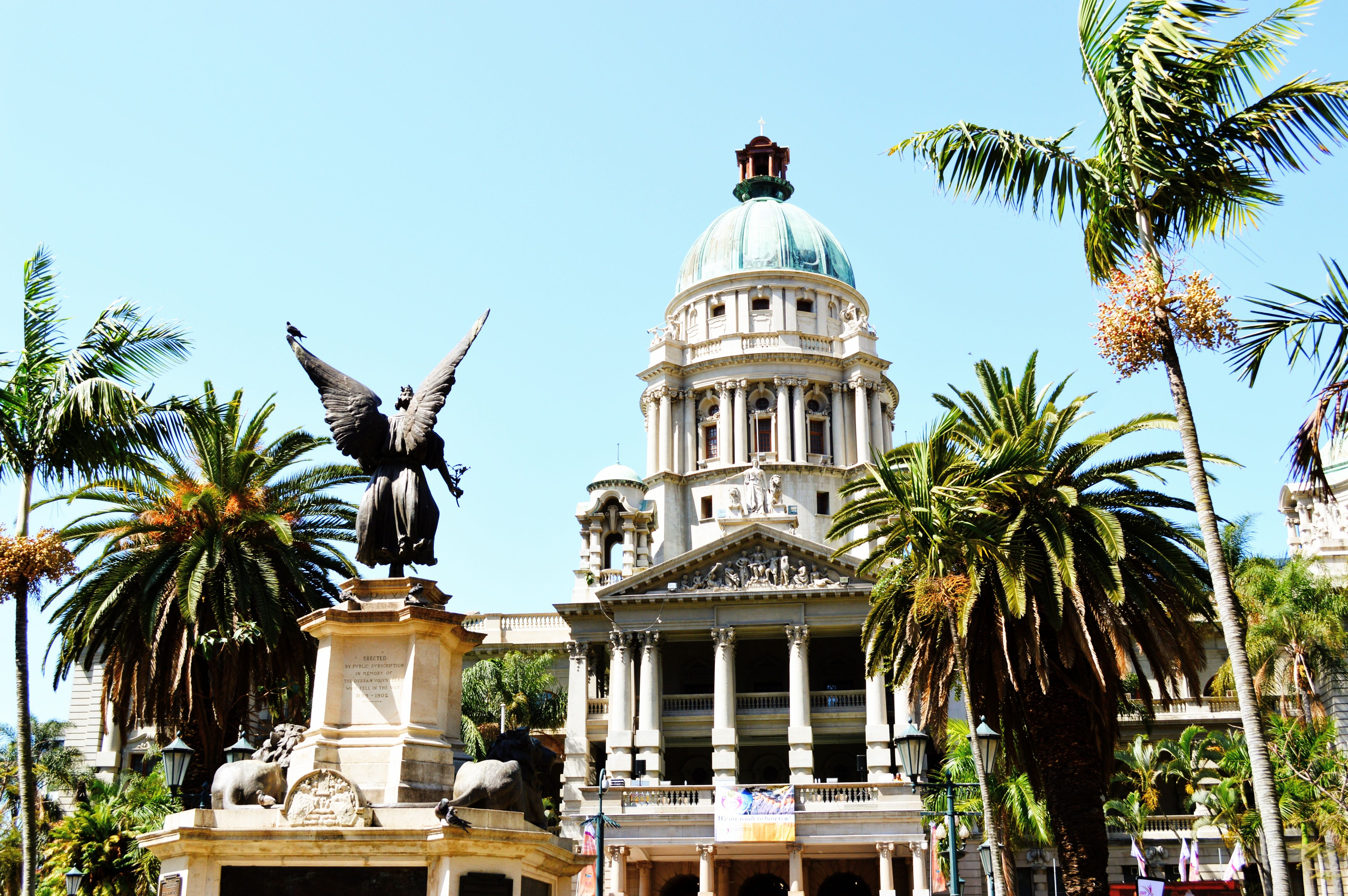
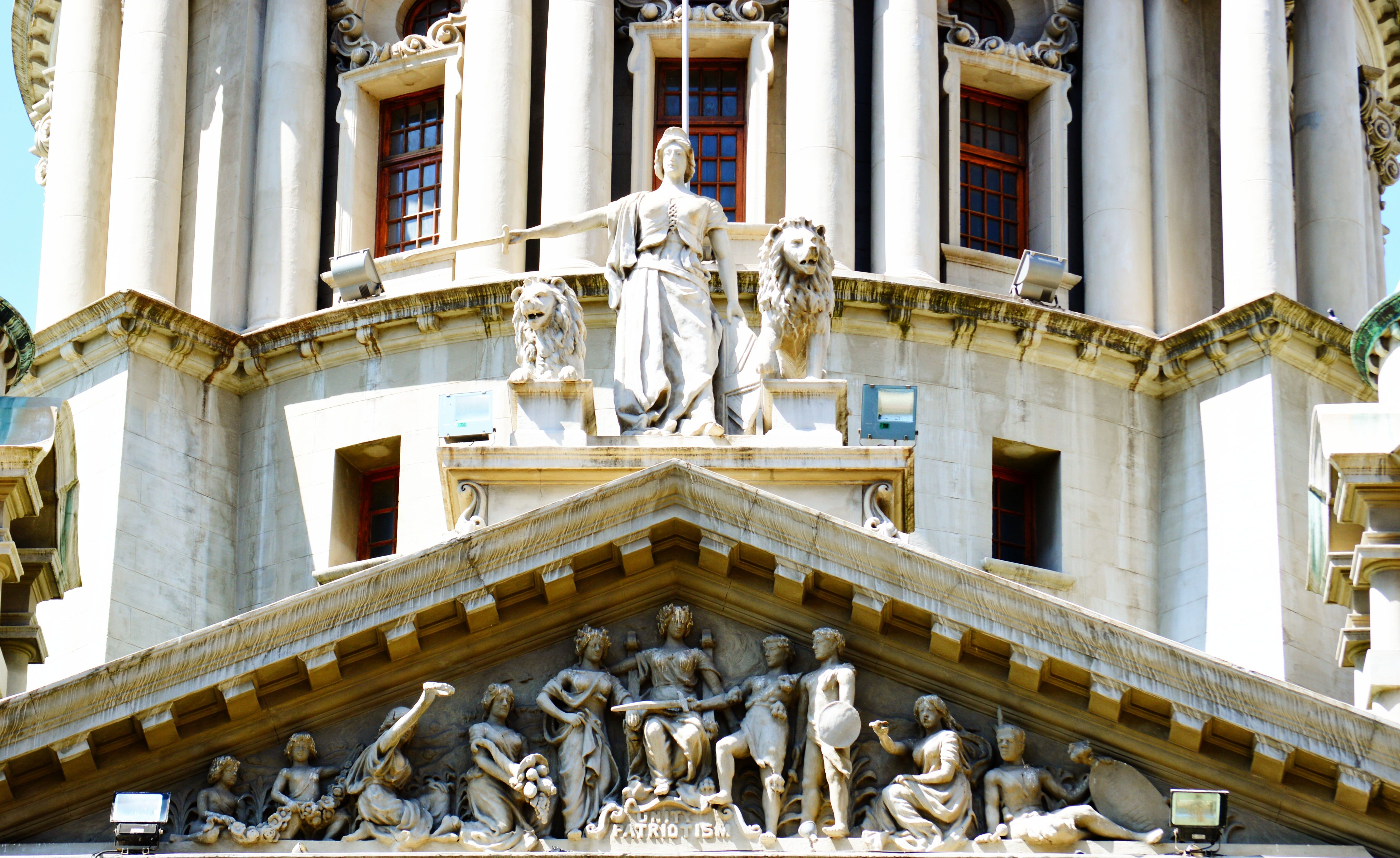
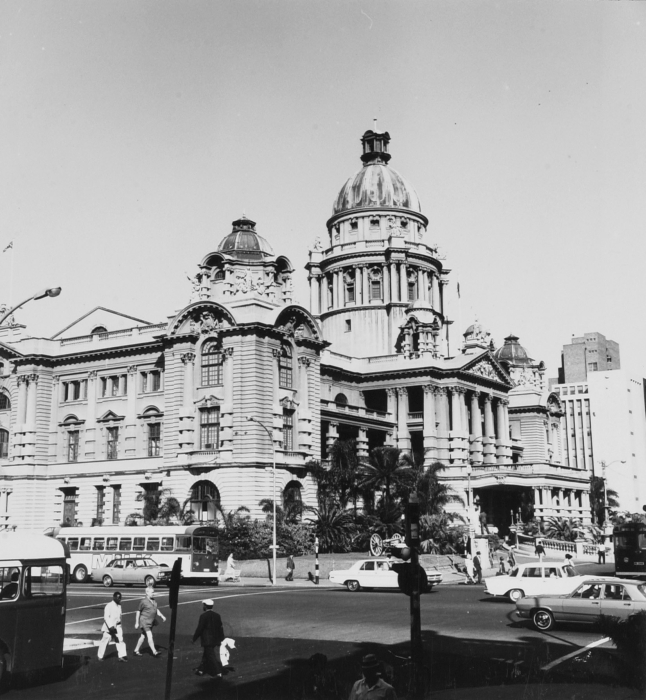